# 反語
反語（はんご）は、修辞法の1つ。大きく分けて、2つの意味を持つ。
1. 話者の意図していることをわざと疑問文で述べる。断定を強調する効果がある。英語の「rhetorical question」を直訳して「修辞的疑問文」と言われることもある。
文の肯否が逆になる場合
  - 誰がそんなことをするのか? （誰もしない）
  - それが何になろうか? （何もならない）
  - どこにこれを持っている人がいるか? （ここにしかない）
  - なぜこれがここにあるのか? （ここにあるはずがない）
  - 読んでいないのはどの本か? （全部読んでいる）
  - いつまでそんなことをするのか?（終わらせる時はとっくに過ぎている）
  - どうすればいいのか?（何もできない、思いつかない）

文の肯否が逆にならない場合
  - どれほど多いことか? （非常に多い）
  - 誰がしたのか? （もちろんあいつだ）
  - なぜ人を助けるのか? （当然のことだ）
  - 誰に口きいてんだ？（俺しかいないだろ）
2. あえて、本当に表したいこととは反対のことを述べる。揶揄、皮肉、嫌みを目的として用いられることが多い。話者（書き手）がこの意味での反語を意図しているのか、それとも真意で言っているのかは文脈による。この意味での反語はイロニーもしくはアイロニー（英: irony, 独: Ironie）の訳語とされる。
  - あなたは頭がよろしいのですね（あなたはバカだ）
  - おもしろいですね（つまらない）
  - 今更全然怒ってません（今でも怒ってます）
  - 立派な格好をしてる（みすぼらしい）
  - ずいぶん早く終わるんですね（ずいぶん時間がかかる）